# 리야드주

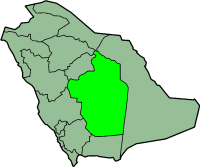

리야드주(아랍어: الرياض)는 사우디아라비아 중부에 위치한 주로, 면적은 동부주에 이어 두 번째로 크고 인구는 메카주에 이어 두 번째로 많다. 주도는 리야드로, 사우디아라비아의 수도이기도 하다. 면적은 412,000km2이며 인구는 5,665,273명(2017년 기준)이다. 리야드주 인구 가운데 75% 이상은 주도 리야드에 거주한다.